# Carlos Martínez Rentería
Carlos Martínez Rentería (Carlos Eduardo Martínez Rentería, Ciudad de México, 26 de febrero de 1962-7 de febrero de 2022, Ciudad de México) fue un periodista, escritor y editor, fundador y director de la revista “Generación”, uno de los mayores representantes y exponentes de la contracultura mexicana. Múltiples fueron sus aportes al periodismo, sobre todo al activismo y a la cultura del país.
Asimismo, destacó en el ámbito editorial, ya que se encargó de coordinar y revisar 15 antologías, entre las que figuran: Cultura Contracultura, La cresta de la ola. Reinvenciones y digresiones de la Contracultura en México, Charles Bukowski Revisited, de Juchitán a Los Angeles, Cultura de la drogas en México y La utopía posible. Periodismo por la despenalización de las drogas.

## Trayectoria
Carlos comenzó sus estudios de teatro en el Instituto de Arte Escénico y periodismo en la Escuela de Periodismo Carlos Septién García. Desde muy joven descubrió su pasión por el periodismo, y después de haber iniciado sus estudios universitarios se convirtió en reportero cultural.
Con el tiempo, su trabajo le fue abriendo varias puertas y colaboró con medios mexicanos, entre los que destacan El Universal y La Jornada. También sobresalió por su papel en la revista contracultural Generación'', de la cual fue cofundador y director.
Gran parte de su carrera la dedicó a tratar temas ignorados por el sector cultural institucional, principalmente los tópicos relacionados al consumo de drogas. Más tarde, su actividad peculiar lo llevó a convertirse en coordinador de actividades culturales de la pulquería Los Insurgentes, espacio en el que construyó diversos lazos de amistad.
Su papel como comunicador no se quedó en ese plano, pues su talento como poeta lo llevó a publicar títulos como Barbarie, De las mujeres y el no tiempo y Polvos Blasfemos. De igual forma, su voz tuvo un gran eco debido a que logró dirigir el Congreso Nacional de Contracultura durante 10 años. A lo largo de toda esta trayectoria se fue empapando del activismo y empezó a compartir reflexiones respecto a la despenalización de las drogas.
Cabe destacar que en su currículum también se encuentran colaboraciones con los diarios Unomásuno, El Nacional, El Financiero, Milenio, Siempre! y Cáñamo España.
De hecho, en una entrevista publicada en el año 2018 con la revista Siempre! compartió que parte de su pensamiento se encontraba en ir “contracorriente” por naturaleza. Especificó que cada vez que elaboraba un proyecto nuevo o tenía una publicación novedosa, le gustaba pensar en que las cosas no iban a tener mucho éxito, situación que en seguida se transformaba en aspectos positivos.
Destacó que su vida y, sobre todo, el estilo de su pluma no serían lo mismo sin todas las circunstancias que vivió, ya que: “Me tocó ser joven en una época donde había pocos espacios de difusión y promoción del pensamiento y en ese sentido, intentamos hacer una publicación que se identificara con las inquietudes, las dificultades y las preocupaciones de quienes tenían veintitantos años”.
Dijo que jamás esperó que sus ideas tuvieran tanto impacto, sin embargo, precisó que parte del boom de sus primeras colaboraciones se debió a que él y su equipo siempre trataron de construir contenido que fuera incluyente y que aparte de tener un trasfondo emocional, tuviera un sentido más profundo de lucha juvenil.
“Panistas, pristas, poetas malditos, todos podían colaborar en nuestro medio por el hecho de ser jóvenes”. Recalcó que uno de los factores que ayudaron a levantar su revista Generación Alternativa fueron las colaboraciones con Carlos Fuentes, Carlos Monsiváis, José Agustín, Juan Soriano, José Luis Cuevas y una gran lista de artistas que creyeron en su trabajo.